# کانا میتسوگی
کانا میتسوگی (انگلیسی: Kana Mitsugi؛ زادهٔ ۲۸ ژوئن ۱۹۹۲) بازیکن راگبی ۷ نفره اهل ژاپن است.